# Julio Iglesias de Ussel
Julio Iglesias de Ussel y Ordis (Ferrol, 27 de maig de 1945) és un sociòleg gallec, acadèmic de la Reial Acadèmia de Ciències Morals i Polítiques. Va estudiar a la Sorbona de París com a becari de la Fundació Juan March i a l'Escola d'Alts Estudis en Ciències Socials. És funcionari sociòleg del Ministeri d'Agricultura d'Espanya. El 1983 aconseguí la càtedra de sociologia de la Universitat de Granada. Entre 1992 i 2000 fou degà de la Facultat de Ciències Polítiques i Sociologia de la Universitat de Granada. De 1997 a 2000 fou escollit pel Parlament d'Andalusia membre del Consell Andalús d'Universitats.
És membre fundador de l'Acadèmia de Ciències Socials i del Medi Ambient d'Andalusia i des de 1988 de l'Academie Européenne des Sciences, des Arts et des Lettres de París. Entre 2000 i 2004, en el darrer govern de José María Aznar, fou nomenat Secretari d'Estat d'Educació, Cultura i Esport. Durant el seu mandat es va procedir a reformar tota l'estructura del sistema educatiu, amb lleis orgàniques sobre la Universitat, la formació professional, l'ensenyament obligatori i el batxillerat.
El 2006 assolí la càtedra de sociologia de la Universitat Complutense de Madrid i fou escollit acadèmic de la Reial Acadèmia de Ciències Morals i Polítiques. És membre del Consell Editorial del Grupo Negocios (Gaceta de los Negocios i Dinero). En 2013 va presidir la Comissió d'Educació del Partit Popular.

## Obres
- La política familiar en España, Ariel, 2001. ISBN 84-344-1699-9
- La familia y el cambio político en España, Tecnos, 1998. ISBN 84-309-3163-5
- Sociología de una profesión: los astrónomos en España, Universidad de Granada, 1996. ISBN 84-89671-03-6
- Parejas y matrimonios: actitudes, comportamientos y experiencias, Madrid : Ministerio de Asuntos Sociales, 1994. ISBN 84-7850-055-3
- Sociología del noviazgo en España, Granada : Caja General de Ahorros y Monte de Piedad (CECA), D.L. 1987. ISBN 84-7580-506-X
- Elementos de sociología, S.l. : J. Iglesias, 1984. ISBN 84-398-2518-8
- El aborto: un estudio sociológico sobre el caso español, Centro de Investigaciones Sociológicas (CIS), 1979. ISBN 84-7476-020-8